# Diocese de Sultanpet
A Diocese de Sultanpet (Latim:Dioecesis Sultanpetensis) é uma diocese localizada no município de Sultanpet, no estado de Querala, pertencente à província eclesiástica da Arquidiocese de Calicut na Índia. Foi fundada em 28 de dezembro de 2013 pelo Papa Francisco. Com uma população católica de 34.100 habitantes, sendo 1,2% da população total, possui 28 paróquias com dados de 2020.

## História
Em 28 de dezembro de 2013 o Papa Francisco cria a Diocese de Sultanpet através dos territórios da Diocese de Calicut e da Diocese de Coimbatore, sendo sufragânea da Arquidiocese de Verapoly.
Em 12 de abril de 2025, passou a fazer parte da província eclesiástica da nova Arquidiocese de Calicut.

## Lista de bispos
A seguir uma lista de bispos desde a criação da diocese em 2013.
|       | Nome                  | Período      | Notas |
| Bispo | Bispo                 | Bispo        | Bispo |
| ----- | --------------------- | ------------ | ----- |
| 1º    | Peter Abir Antonisamy | 2013 - atual |       |